# Forever by Your Side
"Forever by Your Side" é uma canção romântica escrita e produzida pelos músicos americanos Marc Blatte e Larry Gottlieb. A canção foi gravada originalmente em 1983 pelo grupo vocal americano de R&B The Manhattans e lançada no mesmo ano no álbum Forever by Your Side. A faixa-título "Forever by Your Side" foi lançada como single em setembro de 1983, e teve sucesso moderado nos EUA, chegando à posição número 30 na parada Billboard R&B chart, mas não alcançou nenhuma posição na Billboard Hot 100.
Em contraste com a pequena recepção norte-americana, "Forever by Your Side" é um grande sucesso no Brasil. Em 1985, a canção foi incluída na trilha sonora da telenovela A Gata Comeu de Ivani Ribeiro, produzida e exibida pela Rede Globo no horário das 18 horas, entre 15 de abril a 19 de outubro de 1985, dois anos depois da canção ser lançada. "Forever by Your Side" foi lançada como um single nas rádios brasileiras e fez um enorme sucesso, ficando em primeiro lugar no país, entre as canções mais tocadas no Brasil em 1985.
Possui uma versão famosa em português no Brasil, chamada "Pra Sempre Vou Te Amar", gravada por vários artistas brasileiros, interpretada pela primeira vez em 1986 pela cantora Adriana e foi um grande sucesso, incluída na trilha sonora complementar da telenovela Mandala de Dias Gomes, novela das oito produzida e exibida pela Rede Globo entre 12 de outubro de 1987 a 14 de maio de 1988, no álbum As 'Preteridas' de Tony Carrado, personagem de Nuno Leal Maia. Anos mais tarde, foi gravada por outros artistas.

## Vídeo Musical
"Forever by Your Side" não possui um videoclipe oficial, apenas um vídeo com uma apresentação dos Manhattans no programa de televisão musical americano Soul Train em 1983, ao lado do apresentador de televisão americano Don Cornelius. O vídeo pode ser assistido em "Forever By Your Side" by The Manhattans na Soul Train (1983)  no YouTube.

## Posições nos Charts

### Charts Semanais
| Estados Unidos (1983)        | Posição de pico |
| ---------------------------- | --------------- |
| USA - R&B Chart (Billboard)  | 30              |
| USA - Top 100 R&B (Cash Box) | 34              |

| Brasil (1985)                   | Posição |
| ------------------------------- | ------- |
| Brasil - As Mais Tocadas (1985) | 54      |

## Faixas do Single
| Lado   | Canção                   | Duração | Intérpretes    | Compositores                     | Produtores                       | Álbum                | Ano  |
| ------ | ------------------------ | ------- | -------------- | -------------------------------- | -------------------------------- | -------------------- | ---- |
| Lado A | "Forever by Your Side"   | 4:27    | The Manhattans | Marc Blatte, Larry Gottlieb      | Marc Blatte, Larry Gottlieb      | Forever by Your Side | 1983 |
| Lado B | "Locked Up in Your Love" | 4:40    | The Manhattans | John V. Anderson, Steve Williams | John V. Anderson, Steve Williams | Forever by Your Side | 1983 |

## Lado B
O Lado B do single de "Forever by Your Side" contém a canção "Locked Up in Your Love", que também foi gravada pelos Manhattans em 1983 para o álbum Forever by Your Side. Foi escrita e produzida pelos músicos John V. Anderson e Steve Williams, mesmos autores de "Crazy", single anterior do mesmo álbum, sucesso nos EUA em 1983.

## Pessoal
- Compositores – Marc Blatte, Larry Gottlieb [2][3]
- Voz principal – Gerald Alston [2]
- Backing vocals – Winfred "Blue" Lovett, Edward "Sonny" Bivins, Kenneth "Wally" Kelly [2]
- Arranjo de ritmo e vocais – Marc Blatte, Larry Gottlieb, Ralph Schuckett [2]
- Arranjo de cordas – Ralph Schuckett [2]
- Programação de bateria (programação Linn) – Ralph Schuckett [2]
- Piano – Ralph Schuckett [2]
- Percussão – Sue Evans [2]
- Violão – Ira Siegel [2]
- Contra-baixo elétrico – Wayne Brathwaite [2]
- Cordas – Eugene Moye, Gerald Tarack, Guy Lumia, Jesse Levy, Max Ellen, Regis Iandiorio, Richard Henrickson, Sanford Allen [2]

### Créditos
- Produtores – Marc Blatte, Larry Gottlieb [2]
- Produtor executivo – Morrie Brown [2]
- Engenheiro (Celestial Sounds) – Steve Goldman [2]
- Engenheiros adicionais – Chuck Ange, Steve Addabbo [2]
- Assistentes de engenheiro – Dean Cochren, Larry DeCarmine [2]
- Mixado por – Steve Goldman [2]

### Companhias
- Gravado em – Celestial Sound Studios, Nova Iorque, NI [2]
- Mixado em – Celestial Sound Studios, Nova Iorque, NI [2]
- Publicado por – Blatte-Gottlieb Music, Inc. [2]
- Produzido para – Mighty M. Productions Ltd. [2]
- Masterizado por – Frankford/Wayne Mastering Labs [2]
- Fabricado por – Columbia Records [2]
- Fabricado por – CBS Inc. [2]
- Direitos autorais fonográficos ℗ – CBS Inc. [2]
- Direitos autorais © – CBS Inc. [2]

## Versão em português
Em 1986, "Forever by Your Side" ganhou uma versão em português no Brasil, chamada "Pra Sempre Vou Te Amar". A letra em português foi escrita pelos brasileiros Guto Angelicci e Carlinhos Kalunga, gravada originalmente pela cantora brasileira Adriana, e incluída na trilha sonora complementar da telenovela Mandala (As 'Preteridas' de Tony Carrado), novela das oito produzida e exibida pela Rede Globo entre 12 de outubro de 1987 a 14 de maio de 1988. "Pra Sempre Vou Te Amar" foi gravada mais tarde pela dupla sertaneja brasileira Wilson & Soraia em 1995, e foi incluída na trilha sonora da telenovela Irmãos Coragem, novela das seis produzida e exibida pela Rede Globo de 2 de janeiro a 1º de julho de 1995. Em 2001, a versão em português de "Forever by Your Side" foi gravada novamente, agora pelo cantor brasileiro de música cristã contemporânea Robinson Monteiro. Os créditos de "Pra Sempre Vou Te Amar" ("Forever by Your Side")  são de Marc Blatte e Larry Gottlieb, versão de Guto Angelicci e Carlinhos Kalunga.

## Ligações Externas
- Letra: https://www.letras.mus.br/manhattans/65843/ no Letras.mus.br
- "Forever By Your Side" by The Manhattans na Soul Train (1983)  no YouTube.
- "Forever By Your Side" by The Manhattans no AllMusic.